# Zanzibar (serie televisiva)
Zanzibar è una sitcom italiana che andò in onda su Italia 1 dal 12 settembre al 5 novembre 1988 per 41 episodi dal lunedì al venerdì in seconda serata.

## Produzione
Era liberamente ispirata alla celebre serie tv statunitense Cin cin. Gli episodi, prodotti dalla Italiana Produzioni, furono tutti diretti dal regista teatrale Marco Mattolini scritti da Claudio Bisio, Gigio Alberti,  Antonio Catania (che furono anche interpreti), Fabio Carlini e Renato Sarti.
Le vicende si svolgevano in un bar di Milano, ed è per questo che il titolo della serie veniva spesso reso graficamente come ZanziBAR.
Le musiche erano di David Riondino, che interpretava anche la sigla di coda.
Invece la sigla iniziale è il brano omonimo interpretato nel 1978 da Billy Joel.

## Trama
All'interno di un bar milanese, lo Zanzibar, gestito dai fratelli Benny e Gustavo Zanzi, e da un registratore di cassa parlante, si dipanano le vicende degli avventori abituali e dei clienti occasionali. Ad esempio Benny corteggia Eva ed è a sua volta corteggiato da Maria. Italo espone le sue idee politiche, Aziz mostra il suo permesso di soggiorno rinnovato ogni giorno, Davide compone improbabili canzoni, quasi sempre plagi.

## Personaggi e interpreti

### Personaggi principali
- Italo, interpretato da Claudio Bisio.
Cliente del bar di professione meccanico. Comunista e milanista.
- Benny, interpretato da Cesare Bocci.
Socio e barista, latin lover.
- Aziz, interpretato da Gigio Alberti.
Pakistano, extracomunitario non in regola con il permesso di soggiorno.
- Arturo, interpretato da Antonio Catania.
Cliente del bar, bevitore di birra e senza lavoro.
- Gustavo, interpretato da Gianni Palladino.
Socio e barista, fratello di Benny, proviene da Busto Arsizio.
- Davide, intrepretato da David Riondino.
Cliente del bar, improbabile cantautore, plagiatore di canzoni.
- Maria, interpretata da Angela Finocchiaro.
Cameriera cinica, che il malocchio "ti succhia via!", legge i fondi di caffè ed è innamorata di Benny.
- Eva, interpretata da Karina Huff.
Cliente corteggiata da Benny e fidanzata con Raul che non arriva mai, è proprietaria della palestra "Eva ti solleva" vicina al bar, consuma sempre succo di frutta con Malibù.
- Domenico Tagliuti, interpretato da Silvio Orlando.
Tranviere napoletano, tifoso di Diego Armando Maradona, si sente settentrionale.

Il registratore di cassa del bar, importato da Tokyo, è parlante con voce femminile e si esprime in italiano ed è innamorato di Benny proprio come Maria.

### Personaggi occasionali
Nel primo episodio "L'anello mancante" partecipa Edy Angelillo nei panni di Chantal Cotroneo, una regista antropologa.
Nell'episodio 7 "Fiore di Zanzibar" partecipa Sabina Guzzanti nei panni di Carla, una strana ragazza di professione cameriera.
Nell'episodio 9 "O la va o la spacca" partecipa Corrado Tedeschi nei panni del presentatore.
Nell'episodio 12 "Faccia di bestia" partecipa Maurizia Paradiso nei panni della nuova cameriera assatanata e nell'episodio 31 "Spogliarello" nei panni di Maurizia, una spogliarellista.
Nell'episodio 18 "Candid camera" partecipa Davide Mengacci nei panni di un regista di candid camera.
Nell'episodio 27 "Telefono caldo" partecipa Monica Scattini nei panni di Lola.
Nell'episodio 37 "Arriva la Finanza" partecipa Antonella Fattori nei panni dell'ispettore di Finanza.
Nell'ultimo episodio "La vedova" sono presenti anche Serena Grandi (Valeria) ed Alvaro Vitali (Lino).
In molti episodi compare l'attore Flavio Bonacci in svariati ruoli, dal postino ad un rapinatore quasi non vedente e perfino nei panni di uno scrittore, tale Joe Scaduto.
Rivelerà alla fine di essere l'autore delle puntate e di essere Raul.

## Episodi
| Stagione       | Episodi | Prima TV Italia |
| -------------- | ------- | --------------- |
| Prima stagione | 41      | 1988            |